# Sandrine Péché
Sandrine Péché (1977) é uma matemática francesa, que trabalha com teoria das probabilidades, física matemática e teoria e aplicações de matrizes aleatórias. É professora do Laboratoire de Probabilités et Modèles Aléatoires da Universidade Paris VII.
Após estudar na École normale supérieure de Cachan, Péché obteve um doutorado em 2002 na École Polytechnique Fédérale de Lausanne, orientada por Gérard Ben Arous. Lecionou na Universidade Grenoble-Alpes antes de seguir para a Universidade Paris VII em 2011.
Foi palestrante convidada do Congresso Internacional de Matemáticos em Seul (2014).